# Marek Olczyk
Marek Olczyk (ur. 10 sierpnia 1971) – polski siatkarz i trener siatkówki, mistrz Uniwersjady (1991).

## Kariera sportowa
Karierę sportową rozpoczął w klubie Polonia Świdnica, w barwach której występował od 1986. W 1988 odszedł do Chełmca Wałbrzych. W latach 1990–1992 reprezentował AZS Częstochowa, zdobywając dwukrotnie wicemistrzostwo Polski (1991, 1992). Następnie powrócił do Chełmca, z którym występował w ekstraklasie (1992–1995),  serii "B" ligi (1995–1997) i ponownie ekstraklasie (1997/1998). Po kolejnym spadku Chełmca z grupy "A" I ligi przeszedł do beniaminka ekstraklasy BBTS Włókniarz Bielsko-Biała, z którym występował w sezonie 1998/1999. Po spadku tej drużyny z serii "A" I ligi powrócił do Chełmca, w którym w sezonie 1999/2000 występował w serii "B" I Ligi. W kolejnych latach występował jeszcze w niższych klasach rozgrywkowych - w Ikarze Legnica i Juventurze Wałbrzych.
W 1990 wystąpił na mistrzostwach Europy juniorów, zajmując z drużyną dziesiąte miejsce. Z reprezentacją Polski seniorów zdobył w 1991 mistrzostwo Uniwersjady.
W sezonie 2012/2013 był trenerem występującej w II lidze drużyny Victoria PWSZ Wałbrzych, od 2013 do 2017 pracował z żeńską drużyną Polonii Świdnica. W 2018 został trenerem żeńskiej drużyny Chełmca Wodociągi Wałbrzych i w 2019 awansował z nią do II ligi.   